# Lac de Péligre
Le lac de Péligre est une étendue d'eau située dans la république d'Haïti dans le département du Centre et le second plus grand lac haïtien après celui de l'Étang Saumâtre. 

## Présentation
Le lac de Péligre est un lac artificiel créé en 1956-1957 à la suite de la construction du barrage hydroélectrique de Péligre sur le fleuve Artibonite. Ce barrage fut construit par le Corps du génie de l'armée des États-Unis et financé par la banque d'import-export américaine, Eximbank.
La couleur de l'eau est verte en raison du développement important du plancton dans le lac. Cette couleur indique également que le lac est très fertile, car elle est le résultat de la matière organique qui entre avec la sédimentation des rivières qui se fait à l'embouchure des rivières dans le lac. Ce phénomène permet le développement de la faune aquatique qui y trouve une nourriture abondante et contribue par la même occasion au développement de la pêche. 
Le niveau de l'eau dans le lac est très variable avec une fluctuation de 22 mètres. Les variations brusques et répétées dans le niveau de l'eau de la retenue effectuées par l'organisme haïtien « Électricité d'Haïti » (E.D.H.) pour les besoins des services hydroélectriques. Au cours des mois de février, mars et  avril (saison sèche), le niveau du lac est très bas avec une profondeur minimale mesurée au niveau du barrage, de 150 mètres. Pendant les mois d'octobre, novembre et décembre, la profondeur maximale est de 172 mètres, mesurée au même endroit. Ces fluctuations au niveau du lac font que la superficie varie de 3 200 à 6 400 hectares selon la saison, avec une moyenne de 4 800 hectares.
Selon Paul Farmer, l'inondation de ces vallées fertiles dans les années 1950 a précipité de nombreux Haïtiens dans la misère et porte une lourde responsabilité quant à la propagation de l'épidémie de SIDA en Haïti.